# Armand Guibert
Armand Guibert, né le 11 mars 1906 à Azas (Haute-Garonne) et mort le 10 juillet 1990 à Saint-Sulpice-la-Pointe, (Tarn), est un poète, écrivain, éditeur, directeur de revue, conférencier et traducteur français.
Il a été l'ami des plus grands écrivains du XXe siècle comme Léopold Sédar Senghor, Henri Bosco ou Albert Camus.

## Biographie
Après des études supérieures d'anglais à l'université de Toulouse et un passage comme lecteur à l'université de Cambridge, où il compose un premier ouvrage sur le poète Rupert Brooke, mort à la guerre, Armand Guibert est nommé professeur de collège à Sousse. Il fait alors la connaissance de Jean Amrouche, avec qui il reprend la revue Mirages en 1932 et crée les éditions du même nom.
En 1934, il fonde, toujours à Tunis, la collection des « Cahiers de Barbarie » aux ambitions internationales, dans laquelle paraissent par exemple des œuvres originales de Patrice de La Tour du Pin, Henry de Montherlant, Jean-Joseph Rabearivelo, Milosz, ou encore Roy Campbell.
Après la disparition de Mirages, Guibert reprend les éditions Monomotapa (1938-1939). Il y édite cinq ouvrages dont Périple des îles tunisiennes, couronné par le Prix de Carthage en 1938, et les Chants berbères de Kabylie de Jean Amrouche. De 1939 à 1941, il anime avec Amrouche la page littéraire de La Tunisie française littéraire, dans laquelle publieront Pierre Emmanuel, Henri Bosco, Albert Camus et Jules Roy qui deviendra un ami majeur.
En 1941, il est à Alger aux côtés de l'éditeur Edmond Charlot. Il collabore aux éditions de Pierre Seghers, d'abord en tant que membre du comité de rédaction de la petite collection Poésie 39, 40, 41, 42, et plus tard en collaborant à la collection Poètes d'aujourd'hui par deux volumes consacrés à Léopold Sédar Senghor et Fernando Pessoa, qu'il découvre lors d'un séjour au Portugal (1942-1943) et dont on peut considérer qu'il est l'introducteur en France (traductions de 1955 à 1988, chez Gallimard, entre autres).
Rentré en France en 1947 après un long périple de conférences en Afrique du Sud et dans l'océan Indien à la demande de Marie-Jeanne Durry, il réintègre sans joie l'enseignement, en tant que professeur d'anglais au lycée Charlemagne dès 1947 ou 1948, tout en collaborant, comme chef du service étranger, aux éditions Charlot qui entre-temps se sont transportées à Paris. À la retraite, il partage son temps entre son appartement de l'île Saint-Louis et la maison familiale de Saint-Sulpice-la-Pointe. C'est là qu'il meurt durant les vacances d'été en 1990.

## Ouvrages
- Transparence, Les Cahiers libres, 1926
- Enfants de mon silence, Studio technique d’édition, Toulouse, 1931
- Palimpsestes, Mirages, Tunis, 1933
- Oiseau privé, Monomotapa, Tunis, 1939, rééd. Belfond, Paris, 1984
- Méditation sur un timbre-poste : Henri le navigateur, Monomotapa, Tunis, 1940
- Notre frère Rabearivelo, Edmond Charlot, Alger, 1941
- Microcosmies, coll. « Oiseau Privé », Paris, 1969
- Australes, coll. « Oiseau Privé », Paris, 1972
- Périple des îles tunisiennes, L'Esprit des péninsules, Paris, 1999 (réédition)
- Pessoa, vie et œuvre, La République des Lettres, Paris, 2012

Une partie des archives d'Armand Guibert intègre le fonds « Patrimoine méditerranéen » de la Bibliothèque interuniversitaire de Montpellier. Une autre, dont son journal intime, se trouve à la bibliothèque de l'Alcazar de Marseille.